# Tonea, Călărași
Tonea este un sat în comuna Modelu din județul Călărași, Muntenia, România.